# Teresa Ricou
Maria Teresa Madeira Ricou o Teté, la mujer payaso (Praia da Granja, 12 de noviembre de 1946) es una artista portuguesa vinculada a las artes circenses. Fue la fundadora del proyecto artístico y circense Chapitô y la primera payasa de Portugal del circo moderno.

## Trayectoria
Nació el 12 de noviembre de 1946 en la localidad portuguesa de Praia da Granja, en el distrito de Oporto. Teresa Ricou es hija de Alda y el dermatólogo Eduardo Ricou. Pasó su infancia y parte de su adolescencia en Angola, donde su padre lideró la lucha contra la lepra. A los 16 años abandonó la casa de sus padres. A los 18 años viajó por Europa y sólo definitivamente a Portugal después del 25 de abril de 1974. Vivió en Inglaterra, donde se instaló a finales de los años 1960, y luego en Francia, a principios de los años 1970. Durante esa época, desempeñó diversos trabajos, desde camarera, hasta azafata o vendedora de periódicos. 
A partir de 1971, Ricou se interesó por las artes circenses. Recibió formación en esta especialidad, entre 1971 y 1973, en la Escuela Húngara de Circo, en Budapest, y luego en la Escuela de Mimo Jean Jacques Lecocq, en París. Realizó cursos de cine y vídeo, con Jean Rouche, en el Musée del l'Homme en París.
Cuando regresó a Portugal, en 1974, comenzó a actuar junto al Payaso Luciano, jefe del Faz-Tudo, en el Coliseu dos Recreios, y Mariano Franco, el Maestro del Claqué. Participó en espectáculos por todo el país, en festivales de música, teatro y circo. Luego creó la Escuela de Circo Mariano Franco, dedicado al entretenimiento circense, en un espacio cedido por la Santa Casa da Misericórdia de Lisboa. Fue responsable de acciones de promoción cultural y recuperación de jóvenes en riesgo y de espectáculos de intervención y entretenimiento en barrios necesitados, en colaboración con el Consejo Parroquial de Santa Catarina (Lisboa). En 1978, creó el Departamento de Circo durante su periodo trabajando en la Secretaría de Estado de Cultura.
A principios de la década de 1980 creó su personaje Teté, la mujer payaso. Fue una de las pioneras en la profesionalización de la payasa junto con la francesa Annie Fratelinni, la suiza Gardi Hutter, la australiana Nola Rae, las españolas Pepa Plana y Virginia Imaz, las brasileñas Ángela de Castro y Ana Luisa Cardoso o las estadounidenses Laura Herts y Hillary Chaplain.
En 1981 inició el proyecto Chapitô, del que se convirtió en directora. Es una institución privada sin fines de lucro que promueve, a través de las artes escénicas, en particular las artes circenses, la integración social de los jóvenes en situaciones de vulnerabilidad social. Al frente de Chapitô, Ricou fue también la principal impulsora de la creación de la Escola Profissional de Artes e Ofícios do Espetáculo, que fue aprobada por el gobierno de Aníbal Cavaco Silva, en 1991.
Además, Ricou pasó a formar parte de la Federación Europea de Escuelas de Circo (FEDEC) y fue la cofundadora de la Federación Iberoamericana de Circo (FIC).

## Reconocimientos
En 1991, Ricou recibió de parte de la Fundación Cultural de Ámsterdam el Premio Phill Collins (Rey Balduino). En 1998, fue reconocida con el Prix de L'Initiative de la Fondation du Crédit Coopératif. En 2001, fue nominada al premio Mujer Activa y, en 2005, obtuvo el Premio Rosa de Plata de la Solidaridad.
En 2009, ganó el Premio Gulbenkian de Beneficencia, año en el que se publicó su biografía, Tété, estória da pré-história do Chapitô 1946-1987, escrita por Paula Moura Pinheiro. En 2011 recibió la Medalla de Oro de la Ciudad de Lisboa. Ese mismo año, el espacio Chapitô fue seleccionado para representar a Portugal en los Premios Europeos de Prevención de la Delincuencia, celebrados en Polonia.

## Publicaciones
- 2009 - Tété, estória da pré-história do Chapitô 1946-1987, de Paula Moura Pinheiro. ISBN 9789899647008.[12]